# Abandon All Ships
Abandon All Ships ist eine 2006 gegründete Trancecore-Band aus Toronto, Ontario in Kanada.
Die Gruppe veröffentlichte eine EP, vier Singles und zwei Alben bei Underground Operations, das von Universal Music Canada unterstützt wird, bei Rise Records und seit 2013 bei Redfield Records. Im September 2014 löste sich die Band auf, kündigte allerdings im Februar 2016 mit einer neuen Single ihre Rückkehr an.

## Geschichte

### Die Anfänge
Gegründet wurde Abandon All Ships von Angelo Aita (Screamings), David Stephens (Leadgitarre, Begleitgesang), Francesco Pallotta (E-Bass), Martin Broda (Gesang, Schlagzeug) und Sebastian Cassisi-Nunez (Synthesizer, Keyboard) im Jahr 2006 in Toronto, Ontario. Ursprünglich coverte die Band Stücke der Rockband Norma Jean.
2008 entstanden vier Demo-Stücke, die Megawacko, When Dreams Become Nightmares, Brendon's Song und Pedestrians Is Another Word for Speedbump heißen. Diese enthielten Elemente des Mathcore, wobei When Dreams Become Nightmares besonders zu erwähnen ist. Nachdem die Gruppe in der Musikszene in Toronto immer mehr an Bekanntheit gewinnen konnte, durfte die Band mit nationalen Szenegrößen wie Silverstein spielen.
Die Gruppe konnte sich schnell im Internet über Myspace einen Namen machen. Auch ein Auftritt in der Serie Disband auf dem kanadischen Fernsehsender MuchMusic verhalf der Band zu einer weiteren Steigerung ihrer Bekanntheit auf nationaler Ebene.

### Debütalbum
Anfang des Jahres 2010 unterschrieb die Gruppe Plattenverträge mit Underground Operations, Rise Records und Velocity Records. Am 29. Juni 2010 wurde die Single Take One Last Breath veröffentlicht. Dabei handelt es sich um eine Neu-Einspielung von Pedestrians Is Another Word for Speedbump. Ein Musikvideo wurde am selben Tag herausgebracht. Kurz zuvor tourte die Band mit A Skylit Drive und I Set My Friends on Fire auf 19 Konzerten durch die USA. Bereits im März 2010 tourte die Gruppe erstmals auf nationaler Ebene.
Abandon All Ships spielten 2010 auf dem Ottawa Bluesfest, wo die Gruppe erstmals neue Songs spielte, darunter Guardian Angel, in dem Lena Katina von t.A.T.u. zu hören ist. Megawacko 2.0 ist die zweite Single, die am 24. August 2010 erschien. Am 5. Oktober 2010 veröffentlichte die Gruppe ihr Debütalbum Geeving. Ihre erste erwähnenswerte internationale Tour fand zwischen dem 29. Oktober 2010 bis zum 5. Dezember 2010. Dort spielte die Band mit Sleeping with Sirens, Bury Tomorrow und The Crimson Armada als Vorgruppe für Miss May I auf deren Monument Tour.

### Besetzungsschwierigkeiten und zweites Album
Im Januar 2011 gab Gitarrist Kyler Browne bekannt, dass er die Gruppe aufgrund persönlicher Probleme verlassen werde. Daniel Ciccotelli wurde kurzerhand als Gitarrist in die Band integriert. Es folgten Auftritte auf der Warped Tour, allerdings lediglich im Osten der Vereinigten Staaten von Amerika.
Am 14. Juli gaben die Paiano-Brüder Andrew und Daniel ihren Ausstieg aus der Band bekannt. Anfangs waren die Gründe für ihre Entscheidung unklar. Später stellte sich heraus, dass die beiden aus der Band geworfen wurden, da persönliche Differenzen zwischen ihnen und den übrigen Musikern herrschten. Kurz darauf schlossen sich Andrew und Daniel Paiano als Musiker bei Woe, Is Me an, die ebenfalls bis zu ihrer Trennung im September 2013, bei Velocity Records unter Vertrag standen.
Im Januar 2012 verkündete die Gruppe, dass man sich im Studio befinde, um ein neues Album einzuspielen. Dieses trägt den Titel Infamous und erschien am 3. Juli 2012. Es stieg erstmals in die offiziellen US-Charts, wo es Platz 142 erreichen und sich eine Woche lang halten konnte. Die Band spielte auf der gesamten Scream It Like You Mean It-Tour, spielte danach als Support für We Came as Romans eine Konzertreise durch Kanada. Darauf war die Gruppe Headliner einer eigenen Kanada-Tournee. Im Dezember 2012 gab der Schlagzeuger Chris Taylor seinen Rückzug bekannt, da er mit seiner Rolle innerhalb der Band unglücklich war.
Im März und April 2013 tourte die Gruppe mit Dream On, Dreamer, For the Fallen Dreams und No Bragging Rights. Die Konzertreise führte durch Deutschland, Belgien, die Niederlande, Polen, Österreich, Italien, die Schweiz und das Vereinigte Königreich. Es ist die zweite Europatour nach 2011 als die Band im Rahmen der The Artery Across the Nation Europe Tour mit Miss May I, Chelsea Grin und Chunk! No, Captain Chunk! den Kontinent bereiste. Im Mai 2013 wurde bekannt, dass die Musiker an ihrem dritten Album arbeiten würden. Geeving und Infamous wurden in Europa über Redfield Records neu aufgelegt, nachdem das Label die Band offiziell vorgestellt hatte. Auch wurde spekuliert, ob der ehemalige Gitarrist Kyler Browne wieder bei Abandon All Ships aktiv sei.

### Drittes AlbumMalocchiound Auflösung
Am 11. Februar 2014 erschien das dritte Album der Gruppe über Redfield Records. Am 15. August 2014 gab die Gruppe ihre Auflösung bekannt. Demnach werde sich die Gruppe Ende September 2014 trennen.

### Wiedervereinigung
Am 6. Februar 2016 veröffentlichte die Band auf YouTube den Song Loafting. Außerdem wurde angekündigt, dass die Band in Originalbesetzung und dem ehemaligen Woe,-Is-Me-Sänger Andrew Paiano, für ein Konzert am 18. März 2016 in Toronto stattfinden wird, zurückkehren werde. Auf diesem Konzert wird das Album Geeving in voller Länge aufgeführt.
Am 23. Oktober 2020 kündigte die Band die Möglichkeit einer Wiedervereinigung auf ihrer Facebook-Seite an. Am 30. Oktober veröffentlichte die Band ihren Song Maria (I Like It Loud) auf ihrer Facebook-Seite. Am 3. November veröffentlichte die Band ihre Single We'll Be Fine auf jegliche Streaming-Diensten.

## Musikstil und Texte
Die Musik der Band kann primär als Metalcore und Post-Hardcore mit traditionellem geschrienen und mit Auto-Tune bearbeitetem Cleangesang, der mit Elementen des Eurodance gemischt ist, beschrieben werden. Die Gruppe wird als ein Vertreter der Crabcore-Bewegung betrachtet. Es sind zudem Einflüsse aus dem Punk, Trance, Hard Trance, Electro, Elektropop, Synthpop, Dance-Pop und Dubstep zu finden. Vereinzelt findet man auch Elemente des Mathcore (in härteren Stücken), R&B und Rap (in ruhigen Stücken).
Wenige Texte enthalten Worte aus dem Guido, der Slangsprache der Italo-Amerikaner. Auch wenn viele Texte eine vulgäre Sprache haben, wird die Gruppe des Öfteren einen Hang zum Christentum nachgesagt, was die Musiker verneinen.

## Diskografie
- 2009: Abandon All Ships (EP, Selbstveröffentlichung)
- 2010: Geeving (Album, Underground Operations, Velocity Records/Rise Records, Redfield Records)
- 2012: Infamous (Album, Underground Operations, Velocity/Rise Records, Redfield Records)
- 2014: Malocchio (Album, Underground Operations, Velocity/Rise Records, Redfield Records)